# Harlan (Kentucky)
Harlan is een plaats (city) in de Amerikaanse staat Kentucky, en valt bestuurlijk gezien onder Harlan County.

## Demografie
Bij de volkstelling in 2000 werd het aantal inwoners vastgesteld op 2081.
In 2006 is het aantal inwoners door het United States Census Bureau geschat op 1917, een daling van 164 (-7,9%).

## Geografie
Volgens het United States Census Bureau beslaat de plaats een oppervlakte van
4,5 km², geheel bestaande uit land. Harlan ligt op ongeveer 358 m boven zeeniveau.

## Plaatsen in de nabije omgeving
De onderstaande figuur toont nabijgelegen plaatsen in een straal van 20 km rond Harlan.